# مهرجان الموسيقى
يقام مهرجان الموسيقى في جميع أنحاء العالم في 21 حزيران / يونيو، فهذا التاريخ يوافق غالبًا اليوم الأول من فصل الصيف في النصف الشمالي من الكرة الأرضية لمساء حتى صباح اليوم التالي ويُحتفل به في أكثر من مئة دولة أوروبية وحول العالم أيضًا. كما ان العديد من المهرجانات المحلية الموسيقية تشارك في هذا الاحتفال العالمي.
يُعرف أحيانًا باليوم العالمي للموسيقى World Music Day على الرغم من أن الاسم الفرنسي غالبًا ما يستخدم أيضًا في بعض البلدان الناطقة باللغة الإنجليزية أو بالألمانية كما يطلق عليه أيضًا بمهرجان "اصنعوا الموسيقى"Make Music"، ترجمة حرفية لـFaites de la musique، أو تحت أسماء مترجمة حرفيًا باسم Fiesta de la música بالإسبانية أو Festa della Musica بالإيطالية أو ęwięto Muzyki بالبولندية أوPraznik Muzike بالبوسنية أو Dünya Müzik Günü  بالتركية. كما يستخدمون أيضا شعارات مماثلة للشعارات التي اُستخدمت في فرنسا في الاحتفالات المرتبطة بالبرنامج الفرنسي.

## تاريخه

### نشأته

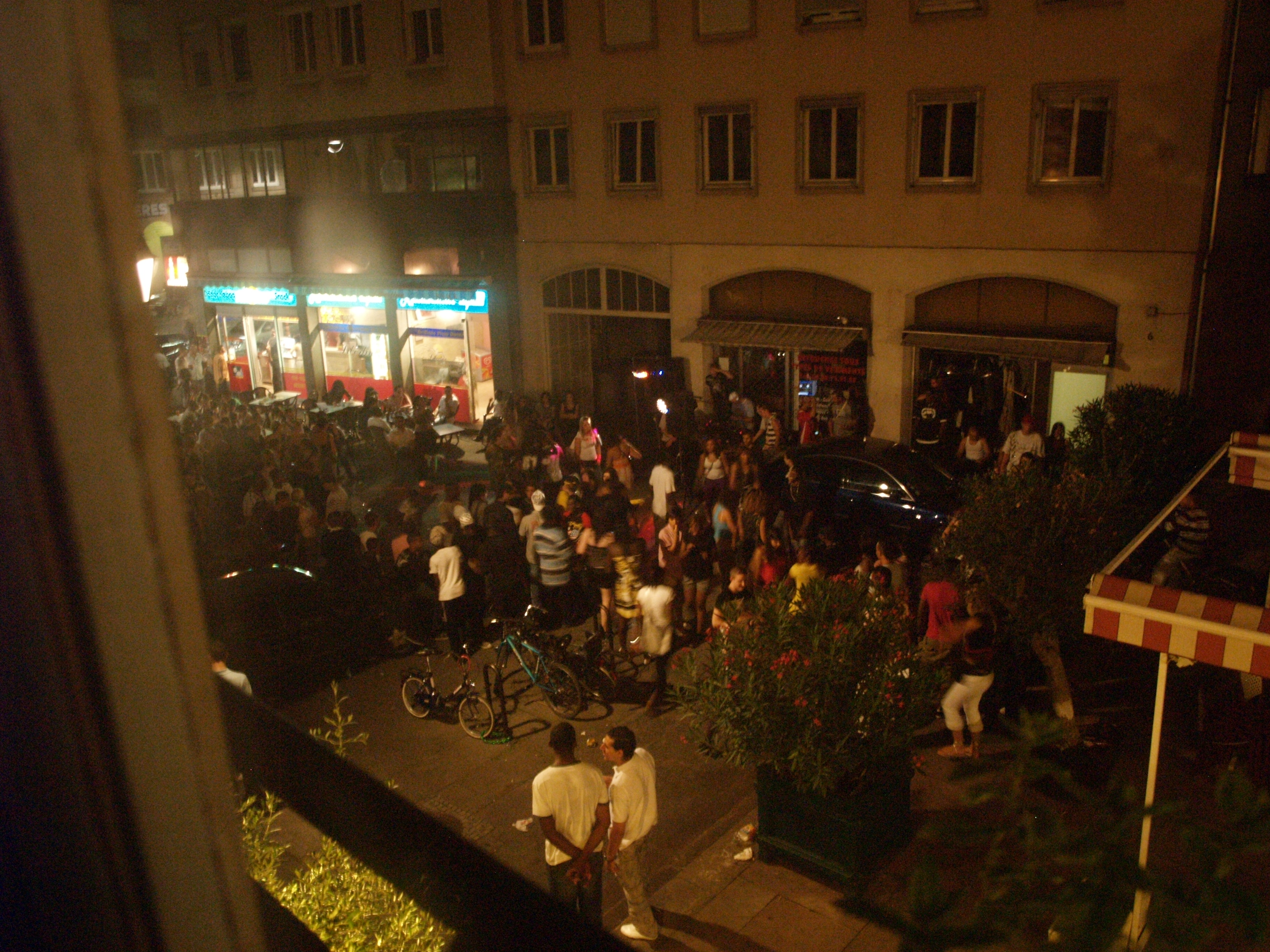
تجمع خلال مهرجان الموسيقى في ستراسبورغ

فقد انطلق لأول مرة في عام 1976 من قبل الموسيقي الأمريكي جويل كوهين الذي كان يعمل في الإذاعة الفرنسية France Musique. اقترح كوهين على القناة
«موسيقى ساتورناليا» لعزفها في يومي 21 يونيو و21 ديسمبر. أراد أن تعزف الفرق الموسيقية مساء يوم 21 يونيو أطول يوم في السنة، يوم المدار الصيفي. تم تنفيذ مشروع كوهين في 21 يونيو 1976 في غرب مدينتي غرب باريس وتولوز. كما شكر جاك لانغ جويل كوهين على فكرته. في تقرير مخصص المهرجان بثه التلفزيون السويسري الناطق بالفرنسية في 21 يونيو 2015.
في 10 حزيران /يونيو1981 ، قام أندريه هنري المعين في وزارة الوقت الحر الجديدة، بتنظيم مهرجان تحت مسمى «الموسيقى والشباب» للاحتفال بوصول فرانسوا ميتران للسلطة كما القى ليو لاغرانج في 10 يونيو 1936  خطابًا حول الهوايات. فقد الهم هذا الحفل المجاني الذي جمع ما يقارب 100.000 شخص في ساحة الجمهورية بحضور جاك هيغلين، جاك لانج لإقامة احتفال موسيقي ذو شعبية تحت اسم مهرجان الموسيقى "Fête de la musique",. تأثر وزير الثقافة جاك لانغ ومدير الموسيقى والرقص بالوزارة موريس فلوريت بتأثر كوهين، مما زاد الزخم الحاسم للحدث فتم الاحتفال بأول عيد للموسيقى في فرنسا 21 يونيو 1982.
وفي عام 2011، حظى هذا المهرجان بتدويلٍ تام. ففي أقل من ثلاثين عام أقيم المهرجان في 110 بلدان في القارات الخمس (منذ عام 1985 في أوروبا) ونصف الكرة الأرضية وبأكثر من 340 مدينة مشاركة في العالم. أحدثها مدينة بوغوتا منذ منذ عام 2012 
كما ادرج الموقع الفرنسي أكثر من 120 دولة احيت هذا المهرجان الموسيقي.

### سبب اختيار تاريخ 21 حزيران/ يونيو
فقد تم اختيار تاريخ 21 حزيران/يونيو، لتزامنة في معظم الأحيان مع الانقلاب الصيفي فبتالي هو أحد أطول أيام السنة، أو أقصر ليلة لأولئك الذين يقيمون الولائم حتى شروق الشمس. يرمز التزامن مع الصيف إلى تتويج الطبيعة خلال هذا المحفل كالاحتفالات الوثنية المخصصة للطبيعة أو للحصاد خلال العصور القديمة (بما في ذلك أعياد القديس يوحنا، المهرجانات الشعبية حيث اندلع حريق هائل استمر لطوال الليل مساء 24 يونيو، وهو  تاريخ انتهاء تقليد أطول يوم في السنة والذي كان يقام في فرنسا حتى 1990 التسعينيات، عندما حُظرت مُعظم الحرائق لأسباب وقائية وايضًا غالبًا ما تكون لأسباب تشريعية تهدف إلى منع الحرائق في المناطق الخاضعة لقيود المياه أو لقيود مفروضة لحماية البيئة.
هنالك أيضا مهرجانات مشابهة في دول الشمال الأوروبي في هذا الوقت من السنة عندما لا تغرب الشمس أبداً. فعلى سبيل المثال، الليالي الطويلة في سانت بطرسبرغ حيث يتم الاحتفال بالفنون بمختلف أشكالها. فقد تم إحياء هذه الفكرة في فرنسا بعد ذلك مع احتفال الليلة البيضاء (لا نوي بلانش) يقام هذا الاحتفال بعد فترة وجيزة من الاعتدال الخريفي حيث يصبح الليل أطول من النهار، أي في أول عطلة نهاية أسبوع من شهر تشرين الأول/ أكتوبر. 

## عن المهرجان
يهدف المهرجان إلى تعزيز الموسيقى بطريقتين، تحت شعار «اصنعوا الموسيقى!». فهو يشجع الموسيقيين الهواة على التطوع بالعزف في الشوارع والأماكن العامة وذلك بفضل تنظيم العديد من الاحتفالات الموسيقية المجانية للهواة وللمحترفين أيضا. فعبر هذا المهرجان يمكن لجمهور كبير أن يصل للموسيقى بجميع أنواعها وأصولها كالموسيقى الكلاسيكية والجاز والروك والموسيقى العالمية والموسيقى التقليدية، وما إلى ذلك حتى تلك التي تغنى بجميع اللغات.
في ذلك اليوم يُسمح للعديد من المؤسسات بالعمل لفترة أطول لاستيعاب الجمهور، كما تُغلق العديد من الشوارع بسبب حركة المرور في المدن الكبرى لتفسح المجال للمشاهد المنظمة أو المرتجلة وأيضا للجماهير الذين يتجولون من عرض إلى آخر. ولكن هذا لا ينطبق على ما يتم في الأماكن الأكثر ترسيمًا كالحدائق والمناطق الرياضية وقاعات الحفلات الموسيقية فذلك اليوم الاستثنائي سيمكنك من الدخول بشكل مجاني. بالإضافة إلى العروض المجانية وحفلات الهواة في الشوارع، فأيضًا يمكن أحيانا تنظيم حفلات الجاز للفنانين المعروفين ولكن لا يمكن أن يطلق عليه مسمى «مهرجان الموسيقى».
ولكن هذا لا ينطبق على ما يتم في الأماكن الأكثر ترسيمًا كالحدائق والمناطق الرياضية وقاعات الحفلات الموسيقية فذلك اليوم الاستثنائي سيمكنك من الدخول بشكل مجاني. بالإضافة إلى العروض المجانية وحفلات الهواة في الشوارع، فأيضًا يمكن احيانا تنظيم حفلات الجاز للفنانين المعروفين ولكن لا يمكن أن يطلق عليه مسمى «مهرجان الموسيقى».
في ذلك اليوم يُسمح للعديد من المؤسسات بالعمل لفترة أطول لاستيعاب الجمهور، كما تُغلق العديد من الشوارع بسبب حركة المرور في المدن الكبرى لتفسح المجال للمشاهد المنظمة أو المرتجلة وأيضا للجماهير الذين يتجولون من عرض إلى آخر. ولكن هذا لا ينطبق على ما يتم في الأماكن الأكثر ترسيمًا كالحدائق والمناطق الرياضية وقاعات الحفلات الموسيقية فذلك اليوم الاستثنائي سيمكنك من الدخول بشكل مجاني. بالإضافة إلى العروض المجانية وحفلات الهواة في الشوارع، فأيضًا يمكن أحيانا تنظيم حفلات الجاز للفنانين المعروفين ولكن لا يمكن أن يطلق عليه مسمى «مهرجان الموسيقى».

### نجاحه

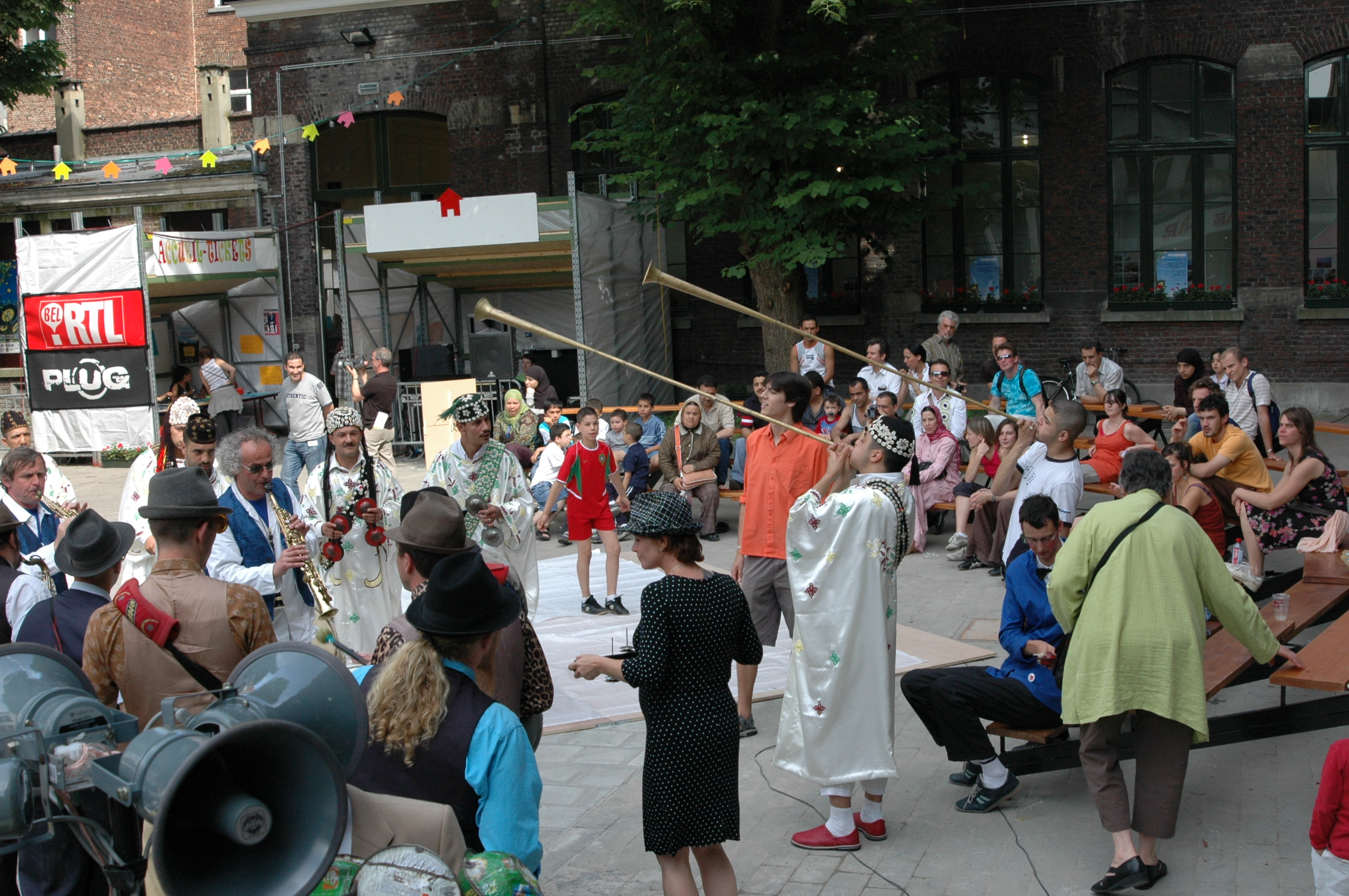
مجموعة موسيقية مغربية تقليدية في شوارع بلجيكا (2006).

فلا يمكن إنكار نجاحها في كل سنة ففي فرنسا فقط يسمح بمهرجان الموسيقى كل عام، ووفقا لوزارة الثقافة يتم تنظيم أكثر من 000 18 حفل موسيقي في جميع أنحاء البلدة من قبل حوالي 5 ملايين موسيقي أو مغني هاوي، مما يجمع ما يقارب 10 ملايين متفرج في فرنسا والعالم اجمع. كما يلتزم المنظمين في أكثر من 340 في العالم بميثاق دولي يسهم لضمان مجانية وسهولة الوصول إلى الأحداث التي نُظمت تحت علامتها التجارية وتعزيز التعبير عن الموسيقي للهواة.
وفقا لمعهد إنسي للإحصاء في فرنسا، فإن هذا المهرجان يحظى بشعبية بين الفرنسيين بمعدل 97% ، فكل شخص من بين عشرة اشخاص شارك في المهرجان إما كعازف أو كمغني، ومنهم 79% شخص حضر المهرجان مرةً واحدة على الأقل منذ أكثر من 25 سنة. فلا يزيد ممارسو الموسيقى المنتظمون دون سن الخامسة عشر في فرنسا عن 1.7 مليون شاب وهذا لا يشمل 10 ملايين طالب يتلقى دروس للموسيقى في المدارس. وألتحق أكثر من 80 ألف طالب في مدارس الموسيقى الخاصة أو العامة.
من ناحية أخرى، تبين أن الحفلة كشفت عن مواهب في الأنواع الموسيقية " جمع ثم ظهرت بعد ذلك، مثل موسيقى الراب أو الهيب هوب أو التكنو، ورقصات الشوارع، أو حتى موسيقى الأقليات، ولا سيما الموسيقى الأفريقية والغربية الهندية، وكذلك جميع أنواع الموسيقى الإقليمية التقليدية التي تصطدم وتجدد نفسها في جو بهيج. مزيج من التأثيرات.
وعلى عكس عدد الحضور في المرافق الثقافية التقليدية يجذب المهرجان عددًا أكبر من المشاهدين الريفيين مقارنة بسكان المدن وعدد أقل من المديرين التنفيذيين مقارنة بالمزارعين أو الحرفيين أو التجار وذلك بفضل مجانية المهرجان وانفتاحه على جميع الأنماط الموسيقية التي لم تجد مكانًا لها في الدوائر الثقافية المعتادة. من ناحية أخرى، ابرز المهرجان العديد من المواهب في جميع الأنواع الموسيقية ذات الشعبية، التي ظهرت مؤخراً مثل الراب أو الهيب هوب أوالتكنو، أو رقصات الشوارع، أو موسيقى الأقليات وخاصة الأفريقية والكاريبية، وكذلك جميع أنواع الموسيقى الإقليمية التقليدية التي تتصادم وتجدد نفسها في مزيج بهيج من التأثيرات.
كما أظهر مهرجان الموسيقى أن ما يسمى بالأنواع الموسيقية الميتة أو التي تقام بلا جمهور مثل Ringards لطالما كانت موضع اهتمام لدى العديد من الموسيقيين الهواة. بمشاركة كبيرة من الشباب الذين تتراوح اعمارهم من 15-17 سنة بنسبة 23% على خشبة المسرح المرتجل في هذا المهرجان في فرنسا، وحوالي 78٪ من هؤلاء يشاركون في المهرجان بطريقة أو بأخرى. وايضاً من قبل الجمهور الذي لا يزالون يكتشفون كل عام الإبداعات الأصلية والتعبيرات الجديدة والأساليب المتجددة باستمرار، مما يدل على أن ثراء الموسيقى هو في صميم الاهتمامات الثقافية والتعبير عن السكان بأكملهم.
فهذا النجاح يجعل الموسيقى اليوم عنصرا رئيسيا لا مفر منه في الحياة الثقافية الفرنسية، ولكنها أصبح أبعد من ذلك فقد أصبحت حدثا ثقافيا عالميا ضخما يسهم في صورة فرنسا والفرنكوفونية في العالم وأيضا في مزج الثقافات والسلام الاجتماعي.
نتيجة للنجاح الشعبي لـ Fête de la Musique سيكون إحياء (أو تضاعف) العديد من المهرجانات الموسيقية في فرنسا خلال فترة الصيف، والتي بفضل هذا النجاح الموضح، تمكنت من العثور على المزيد من التمويل العام والخاص ومساحة ترويجية (مثل الاكتشاف والاختيار) لأفضل الفنانين ذوي الخبرة في التعبير على خشبة المسرح أمام جمهور متنوع: وهكذا يضمن المهرجان الدعاية والنجاح التجاري لجميع المهرجانات الصيفية. أيضًا، في العديد من البلدات الصغيرة غير السياحية، يعد هذا الحدث الثقافي المهم الوحيد في العام (غالبًا حتى قبل العطلة الوطنية الذي يجذب عددًا أقل من المشاهدين والذي لا يجذب بالكاد الفنانين المحترفين أو الهواة في المدن. الكرات الشعبية). الأسماء المحلية (على سبيل المثال " Place du 21-Juin ") تذكر تاريخ هذا المهرجان.
ومن نتائج هذا النجاح أيضا فقد تم بعدها توسيع نطاق الاحتفالات الوطنية الشعبية إلى أشكال فنية أخرى، لا سيما مهرجان السينما الذي تم تنظيمه أيضا في فرنسا بعد فترة وجيزة من عام 1985، وفي الفترة نفسها في نهاية يونيو أي بعد وقت قصير من مهرجان كان السينمائي لفتح دور السينما للجمهور الأصغر سنا، أو في أيام التراث لفتح الآثار والمباني المحفوظة أو غيرها من المواقع الاستثنائية وقت عطلة نهاية الأسبوع في أيلول/سبتمبر من عام 1983 في فرنسا وفي جميع أنحاء أوروبا في عام 1991، التي عادة ما تكون مغلقة على نحو مخصص لخدمات أو مؤسسات معينة.

### الانتقادات
قُدمت العديد من الشكاوي بسبب مهرجان الموسيقى كونه مصدر للضوضاء وفي هذا الصدد، حددت السلطات المحلية أماكن التجمع بشكل أفضل للسماح بالتعبيرات في الهواء الطلق في المساء لمدة زمنية معقولة. ومع ذلك، ورداً لرغبة بعض المؤسسات بإنشاء منشآت ذات طاقة فعالة لجذب الجمهور، فوفقاً لما ذكرته المحافظات قد منعت السلطات ذلك. ولذا فإن الأماكن العامة الغير مخصصة في الأصل للمناظر الطبيعية الخلابة، تكون مخصصة للفنانين والهواة الذين يتعين عليهم استعمال معدات ذات قوة محدودة، كما أنه لا يُسمح للمؤسسات التي تقدم للموسيقيين منصةً في الهواء الطلق برفع صوت الموسيقى التي تبث. وهي دائماً ما تكون خاضعة للتشريعات المتعلقة بمكافحة التلوث الضوضائي كما يجب عليها على وجه الخصوص أن تضمن احترامها لمن حولها فهي لا تتمتع بالتجاوزات الممنوحة لمحبي الموسيقى الذين يمكنهم أداء أعمالهم بحرية أكبر شريطة أن يحدوا من مكبراتهم الصوتية فبتالي يكون التحكم في مستويات الصوت داخلاً وخارجاً.

## عالميا
لم يحظى بعد مهرجان الموسيقى في العالم بالضخامة والتنظيم كما هو فرنسا وذلك لأنه يعتمد إلى حد كبير على إرادة المنظمين المحليين من الجمعيات ولكن في كثير من الأحيان أيضا يكون تحت رعاية الشبكات الناطقة بالفرنسية. على الرغم من أن هذا الحدث قد أُقيم في بدان ذات شعبية وغير رسمة مثل المناطق الناطقة بالفرنسية من بلجيكا وسويسرا أو بعض بلدان أمريكا اللاتينية، ومع العديد من الاحتفالات بالمبادرات المحلية والخاصة، والدعم الحكومي النشط من حيث التنظيم والأمن وبعض التغييرات كما هو الحال في جنيف حيث يستمر المهرجان ثلاثة أيام من عطلة نهاية الأسبوع إلى 21 يونيو.

### ألمانيا
تبنت ألمانيا فكرة إقامة مهرجان الموسيقى لأول مرة، ولكن في عام 1995 أصبحت مدينة برلين أول مدينة ألمانية تقيم حفلات موسيقية على غرار هذا المهرجان.  فمنذ عام 2001، احتفل بهذا المهرجان المزيد والمزيد من المدن بانتظام مع مرور الوقت ليصلوا إلى 50 مدينة في عام 2015.

### كندا
تبنت مدينة كيبيك مهرجان الموسيقى تحت رعاية «الفن في المدينة» من عام 2008، على نفس مبدأ المهرجان الفرنسي.

### الصين
بدأت السفارة الفرنسية في الصين بتنظيم العديد من الاحتفالات في 21 حزيران/يونيو في وقت مبكر من عام 1992. فبعد مرور الكثير من الوقت بدأ ظهور مهرجان الموسيقى بانتظام، أولا في مدينة ووهان في عام 2007، ثم شنغهاي بعد بضع سنوات. وفي 21 يونيو عام 2012 تم تنظيم مهرجان الموسيقى في بكين من خلال جمعية من المتطوعين. كما قد نما المهرجان بفضل الزخم الذي أعطته السفارة الفرنسية ودعمها للحدث لا سيما في عام 2016 بفضل شراكتها مع PPTV  وهي منصة على الإنترنت وقناة محلية لبث الحفلات الموسيقية الحية لما يقرب 4 ملايين مشاهد صيني ومستخدم إنترنت.

### كولومبيا
أقيم أول مهرجان موسيقي في ميديلين، عام 2003. وبعد بضع سنوات أُقيم المهرجان في مدينة كالي وبارانكيلا وأخيرا بوغوتا منذ عام 2012 بمشاركة كارلوس فيفيس كراعي لهذا الحدث الجديد. كما يتبع منظمو مهرجان الموسيقى في كولومبيا مبادئ المهرجان الفرنسي ومع ذلك فليس من الضروري أن يوافق تاريخ المهرجان الذي تم اختياره 21 يونيو  ولكن في أقرب عطلة نهاية أسبوع. يقام مهرجان الموسيقى في بوغوتا في 22 و 23 يونيو في عام 2013، بمشاركة توتو لا مومبوسينا كراعي لهذا المهرجان.

### الولايات المتحدة
في عام 2006 تم تنظيم أول مهرجان موسيقي تحت اسم صناعة الموسيقى في نيويورك، تحت قيادة آرون فريدمان. فقد شملت نسخة 2009 من المهرجان نحو 900 مجموعة مسجلة تؤدي في العديد من الأحياء.
أقيمت النسخة الأولى من مهرجان الموسيقى في ستوكهولم، تحت اسم (Make Musik STHLM) في 18 يونيو 2010. عزفت نحو 35 فرقة موسيقية محلية في شوارع المدينة، كما أقام فنانون فرنسيون مثل les Naive New Beaters و  DJ Mondkokfحفلاً موسيقي في الكونغستروم وبيرنس.

### السويد
أقيمت النسخة الأولى من مهرجان الموسيقى في ستوكهولم، تحت اسم (Make Musik STHLM) في 18 يونيو 2010. عزفت نحو 35 فرقة موسيقية محلية في شوارع المدينة، كما أقام فنانون فرنسيون مثل les Naive New Beaters و  DJ Mondkokfحفلاً موسيقي.

## شركائه
فعلى الصعيد الدولي تتولى وزارة الخارجية الفرنسية الترويج لمهرجان الموسيقى، وكذلك السفارة وممثلاتها كالقنصلية أوغرف التجارة الفرنسية أو بالتعاون مع ممثلات البلدان الأخرى الناطقة بالفرنسية في نفس البلدان، بما في ذلك التمثيل القنصلي لبلجيكا ومنطقة والون وشركائها الثقافيين في الخارج، بما في ذلك الشبكة العالمية لجمعيات Alliance Française في مختلف بلدان العالم التي تنظم مناسباتها المحلية الخاصة أو تدعم المبادرات المحلية للمناسبات الموسيقية المجانية المتاحة للجميع بما في ذلك الشبكات الدولية المشاركة مثل:
- ثقافات فرنسا (أفا سابقًا)،
- التحالف الفرنسي (AF)،
- الإذاعة الفرانكوفونية (FD)،
- مكتب تصدير الموسيقى الفرنسية.في عام 2008 ارتبطت وسائل الإعلام التالية، التي تبث مجموعة مختارة من العروض العامة المجانية في فرنسا بالترويج للحدث والتي تبث مجموعة مختارة من العروض العامة المجانية:

وبتنسيق من وزارة الثقافة تقوم السلطات المحلية الفرنسية بتقديم الدعم من خلال توفير الأماكن العامة في المناطق المدنية، فضلا عن العديد من الأماكن والحدائق والملاعب وحلبات السباق للحفلات الموسيقية. كما توفر العديد من الجمعيات المحلية الجزء الأكبر من الخدمات اللوجستية وتوفر السلطات العامة للحدث جهازًا أمنيًا كبيرًا جدًا على نطاق وطني ولكنها تود تحديد المساحات المفتوحة أمام الهواة والجمهور والمغلقة أمام حركة المرور الآلية.
·       المحطات الإذاعية من المجموعة العامة لراديو فرنسا.
·       القنوات الوطنية والإقليمية للمجموعة العامة لتلفزيون فرنسا (France 2, France 3, France 4, France Ô et RFO).
·       قناة TV5 Monde الدولية، التي تبث أيضا في جميع أنحاء العالم مجموعة مختارة من الأحداث الموسيقية، التي تُبث على القنوات الشبكية المختلفة الناطقة بالفرنسية.
·       موقع المعلومات الموسيقية Mondomix.com
·       موقع ANous.fr المختص بأخبار الموسيقى المدنية.
كما يتلقى مهرجان الموسيقى العديد من الشراكات الرسمية من المنظمات المهنية التي جعلت الموسيقى متاحة للتحميل مجانا على مواقعهم منها:
- جمعية المؤلفين والملحنين وناشري الموسيقى (SACEM)،
- اتحاد مؤلفي الموسيقى السينمائية (UCMF)،